# Жучки (Московская область)
Жу́чки́ — деревня в Сергиево-Посадском районе Московской области России, входит в состав городского поселения Хотьково.

## Население
| 1859 | 1886 | 1890 | 1899 | 1926 | 2002  | 2006  | 2010  |
| ---- | ---- | ---- | ---- | ---- | ----- | ----- | ----- |
| 116  | ↗133 | ↗150 | ↗161 | ↗191 | ↗1199 | ↗1503 | ↘1484 |

## География
Деревня Жучки расположена на севере Московской области, в юго-западной части Сергиево-Посадского района, примерно в 42 км к северу от Московской кольцевой автодороги, в 13 км к юго-западу от железнодорожной станции Сергиев Посад, по правому берегу реки Вори бассейна Клязьмы.
В 8,5 км юго-восточнее деревни проходит Ярославское шоссе М8, в 13 км к югу — Московское малое кольцо А107, в 17 км к северу — Московское большое кольцо А108, в 26 км к западу — Дмитровское шоссе А104. В 2 км восточнее — линия Ярославского направления Московской железной дороги.
К деревне приписано восемь садоводческих товариществ (СНТ). Ближайшие сельские населённые пункты — посёлок Механизаторов, деревни Быково и Мутовки, ближайший остановочный пункт — железнодорожная платформа Абрамцево. Связана автобусным сообщением с городами Дмитровом и Хотьково.

## История
В «Списке населённых мест» 1862 года — владельческое сельцо 1-го стана Дмитровского уезда Московской губернии по правую сторону Московско-Ярославского шоссе (из Ярославля в Москву), в 30 верстах от уездного города и 13 верстах от становой квартиры, при реке Воре, с 26 дворами и 116 жителями (59 мужчин, 57 женщин).
По данным на 1886 год — деревня Митинской волости Дмитровского уезда с 17 дворами и 133 жителями. В деревне имелось две школы, работал кирпичный завод.
В 1913 году — 31 двор, имение К. Г. Грюнталь.
По материалам Всесоюзной переписи населения 1926 года — деревня Ахтырского сельсовета Хотьковской волости Сергиевского уезда Московской губернии в 8,5 км от Ярославского шоссе и 3,2 км от станции Хотьково Северной железной дороги, проживал 191 житель (100 мужчин, 91 женщина), насчитывалось 36 хозяйств (35 крестьянских).
С 1929 года — населённый пункт Московской области в составе:
- Ахтырского сельсовета Сергиевского района (1929—1930)[16],
- Ахтырского сельсовета Загорского района (1930—1959)[17][18],
- Митинского сельсовета Загорского района (1959—1963, 1965—1991)[18][19],
- Митинского сельсовета Мытищинского укрупнённого сельского района (1963—1965)[18],
- Митинского сельсовета Сергиево-Посадского района (1991—1994)[19],
- Митинского сельского округа Сергиево-Посадского района (1994—2006)[20],
- городского поселения Хотьково Сергиево-Посадского района (2006 — н. в.)[21][22].

Постановлением Губернатора Московской области от 5 декабря 2003 года № 221-ПГ к деревне были присоединены территории посёлка дома отдыха «Хотьково» и посёлка школы-интерната Митинского сельского округа.